# مبرهنة غيلفوند-شنايدر
في الرياضيات، تثبت مبرهنة غيلفوند-شنايدر (بالإنجليزية: Gelfond–Schneider theorem)‏ تسامي صنف كبير من الأعداد. بُرهن عليها عام 1934 من طرف عالمي الرياضيات ألكسندر غيلفوند وثيودور شنايدر. وكان ذلك بشكل مستقل الواحدُ عن الآخر.

## النص
إذا كان a و b عددين جبريين (حيث a≠0 و a≠1) وكان b عددا غير جذري، فإن ab عدد متسام.